# Zak O’Sullivan

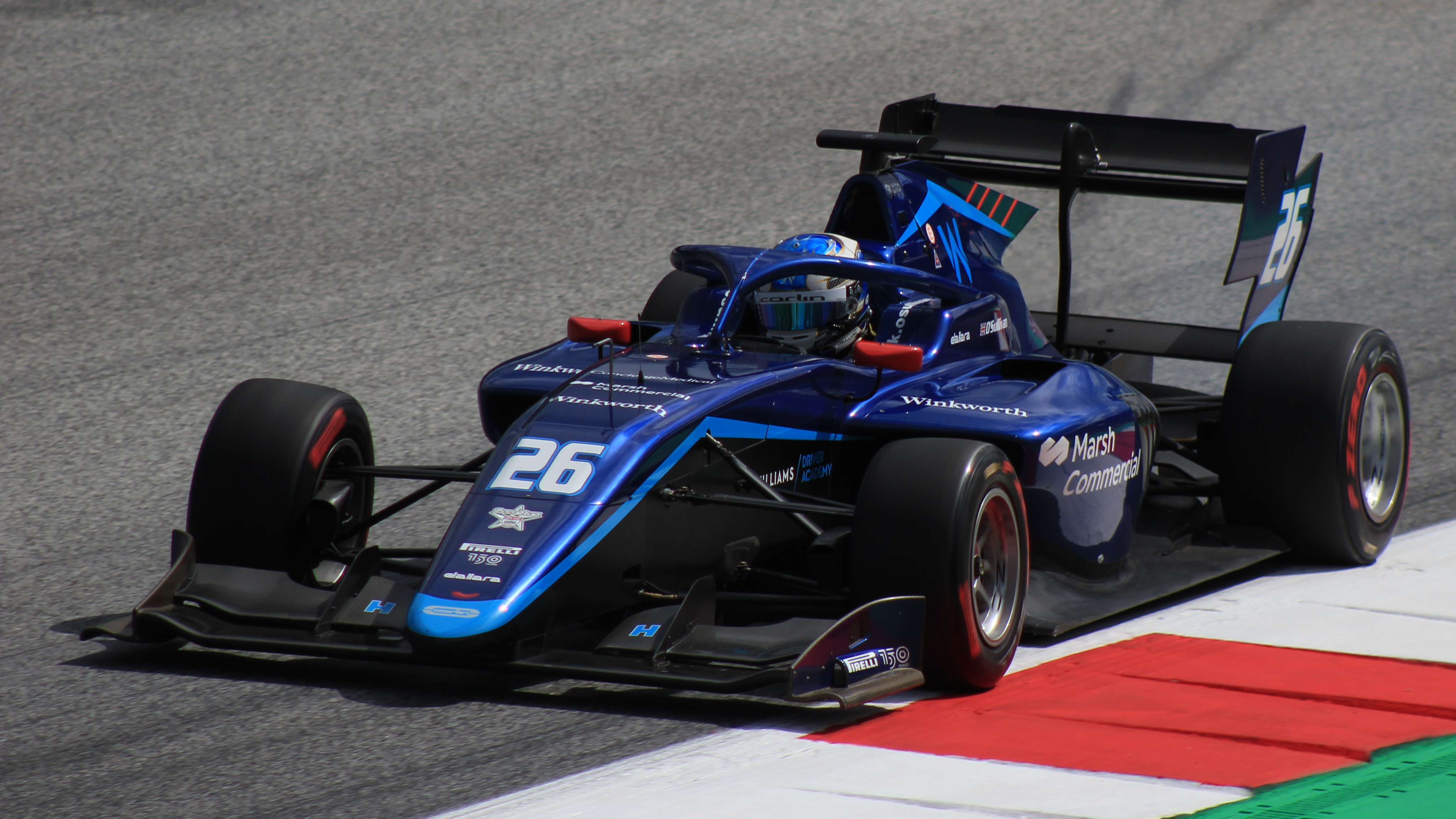
Zak O’Sullivan bei der FIA-Formel-3-Meisterschaft 2022 in Spielberg

Zak O’Sullivan (* 6. Februar 2005 in Cheltenham) ist ein britischer Automobilrennfahrer. Er fährt seit 2022 in der FIA-Formel-3-Meisterschaft.

## Karriere

### Kartsport
O’Sullivan begann seine Karriere 2014 im Kartsport. 2016 gewann er die British GP Kartmasters Championship. Zwei Jahre später erzielte er den 11. Platz in der CIK-FIA European OK Junior Championship. Überdies erzielte er den zweiten Rang bei der deutschen Junior Kart Meisterschaft.

### Ginetta Junior Championship
2019 wechselte O’Sullivan in die Ginetta Junior Championship, welche er auf dem zweiten Platz in der Meisterschaft beendete.

### Formel-4-Meisterschaft
2020 wechselte er mit dem Team Carlin in die Britische Formel-4-Meisterschaft und damit in den Formelsport. Mit neun Rennsiegen und 408,5 Punkten erzielte er den zweiten Platz in der Meisterschaft.

### Formel-3-Meisterschaft
Im folgenden Jahr stieg O’Sullivan in die Britische Formel-3-Meisterschaft auf. Er blieb beim Team Carlin. Mit fünf Pole-Positions und sieben Rennsiegen gewann er die Meisterschaft. 2022 wechselte er mit dem Team Carlin in die FIA-Formel-3-Meisterschaft. In seiner Debütsaison erzielte er zwei Podestplätze und eine Pole-Position. Er beendete die Meisterschaft auf dem 11. Gesamtrang. 2023 wechselte er zum Team Prema innerhalb der Meisterschaft.

## Statistik

### Karrierestationen
| Saison | Serie                                 | Team               | Rennen | Siege | Poles | Podien | Punkte | Position |
| ------ | ------------------------------------- | ------------------ | ------ | ----- | ----- | ------ | ------ | -------- |
| 2019   | Ginetta Junior Championship           | Douglas Motorsport | 23     | 3     | 2     | 11     | 591    | 2.       |
| 2020   | Britische Formel-4-Meisterschaft      | Carlin Motorsport  | 26     | 9     | 3     | 18     | 408,5  | 2.       |
| 2021   | BRDC Britische Formel-3-Meisterschaft | Carlin Motorsport  | 24     | 7     | 5     | 14     | 545    | 1.       |
| 2022   | FIA-Formel-3-Meisterschaft            | Carlin Motorsport  | 18     | 0     | 1     | 2      | 54     | 11.      |
| 2023   | FIA-Formel-3-Meisterschaft            | Prema Racing       | 18     | 4     | 1     | 5      | 119    | 2.       |
| 2024   | FIA-Formel-2-Meisterschaft            | ART Grand Prix     | 22     | 2     | 0     | 2      | 59     | 14.      |

## Sonstiges
O’Sullivan ist seit 2022 Teil des Nachwuchsprogramms vom Williams F1 Team.